# Тоніка (Іллінойс)
Тоніка (англ. Tonica) — селище (англ. village) в США, в окрузі Ла-Салл штату Іллінойс. Населення — 749 осіб (2020).

## Географія
Тоніка розташована за координатами 41°12′57″ пн. ш. 89°4′12″ зх. д. / 41.21583° пн. ш. 89.07000° зх. д. (41.215870, -89.069956).  За даними Бюро перепису населення США в 2010 році селище мало площу 3,53 км², уся площа — суходіл.

## Демографія
Згідно з переписом 2010 року, у селищі мешкало 768 осіб у 318 домогосподарствах у складі 211 родини. Густота населення становила 217 осіб/км².  Було 336 помешкань (95/км²).
Расовий склад населення:
| - 97,9 % — білих - 0,1 % — чорних або афроамериканців - 0,1 % — азіатів - 1,6 % — осіб інших рас |

До двох чи більше рас належало 0,3 %. Частка іспаномовних становила 4,3 % від усіх жителів.
За віковим діапазоном населення розподілялося таким чином: 25,7 % — особи молодші 18 років, 55,3 % — особи у віці 18—64 років, 19,0 % — особи у віці 65 років та старші. Медіана віку мешканця становила 40,0 року. На 100 осіб жіночої статі у селищі припадало 88,7 чоловіків;  на 100 жінок у віці від 18 років та старших — 86,6 чоловіків також старших 18 років.
Середній дохід на одне домашнє господарство  становив 60 405 доларів США (медіана — 49 327), а середній дохід на одну сім'ю — 67 231 долар (медіана — 55 833). Медіана доходів становила 51 016 доларів для чоловіків та 30 536 доларів для жінок. За межею бідності перебувало 2,6 % осіб, у тому числі 0,0 % дітей у віці до 18 років та 1,4 % осіб у віці 65 років та старших.
Цивільне працевлаштоване населення становило 351 осіб. Основні галузі зайнятості: роздрібна торгівля — 21,1 %, виробництво — 14,8 %, освіта, охорона здоров'я та соціальна допомога — 14,5 %.